# Cenotafio de Ania Regila
El cenotafio de Ania Regila - a menudo también llamado impropiamente tumba de Ania Regila - es un monumento sepulcral de la antigua Roma situado entre la II y la III milla de la antigua vía Apia. Fue llamado también templo del dios Redículo.

## Historia
Apia Ania Regila era una noble romana que en esta zona poseía una gran villa y que fue asesinada o hecha asesinar en Grecia en 160 por su marido Herodes Ático, que transformó la villa de la esposa e hizo erigir en sus lindes el cenotafio en memoria de su cónyuge.
El monumento, que data de finales del II siglo d. C., completamente construido en ladrillo, está bien conservado y es de gran interés tanto por la tipología arquitectónica, que marca una evolución en la tipología sepulcral romana, como por la calidad artística de la decoración en terracota.
El edificio, admirado por arquitectos renacentistas como Antonio da Sangallo el Joven y Baldassarre Peruzzi y retratado por Piranesi y Labruzzi, se usó como granero durante siglos, comprometiendo algunos elementos legados de la función originaria, pero permitiendo su conservación gracias al mantenimiento continuo.
También fue llamado "Templo del dios Redículo" ya que en los siglos XVII-XVIII se lo creía, interpretando a Plinio, como un templo dedicado al dios protector de aquellos (redículi) que regresaban a Roma después de una larga ausencia. Tal templo es mencionado por Sexto Pompeyo Festo quien en un fragmento cita un fanum Redicoli a colocar en algún lugar impreciso fuera de la Puerta Capena. El nombre derivaría de la tradición según la cual en ese lugar Aníbal, a punto de atacar Roma, habría retrocedido alarmado por una visión desfavorable.
Una traducción errónea del texto pliniano en el Dictionary of the Greek and Roman antiquities (1698) escrito por Pierre Danet, abad y estudioso francés, llevó a renombrar el edificio con el nombre totalmente engañoso de Aedicula Ridiculi, o sea 'capilla del dios Ridículo' (!).

## Descripción

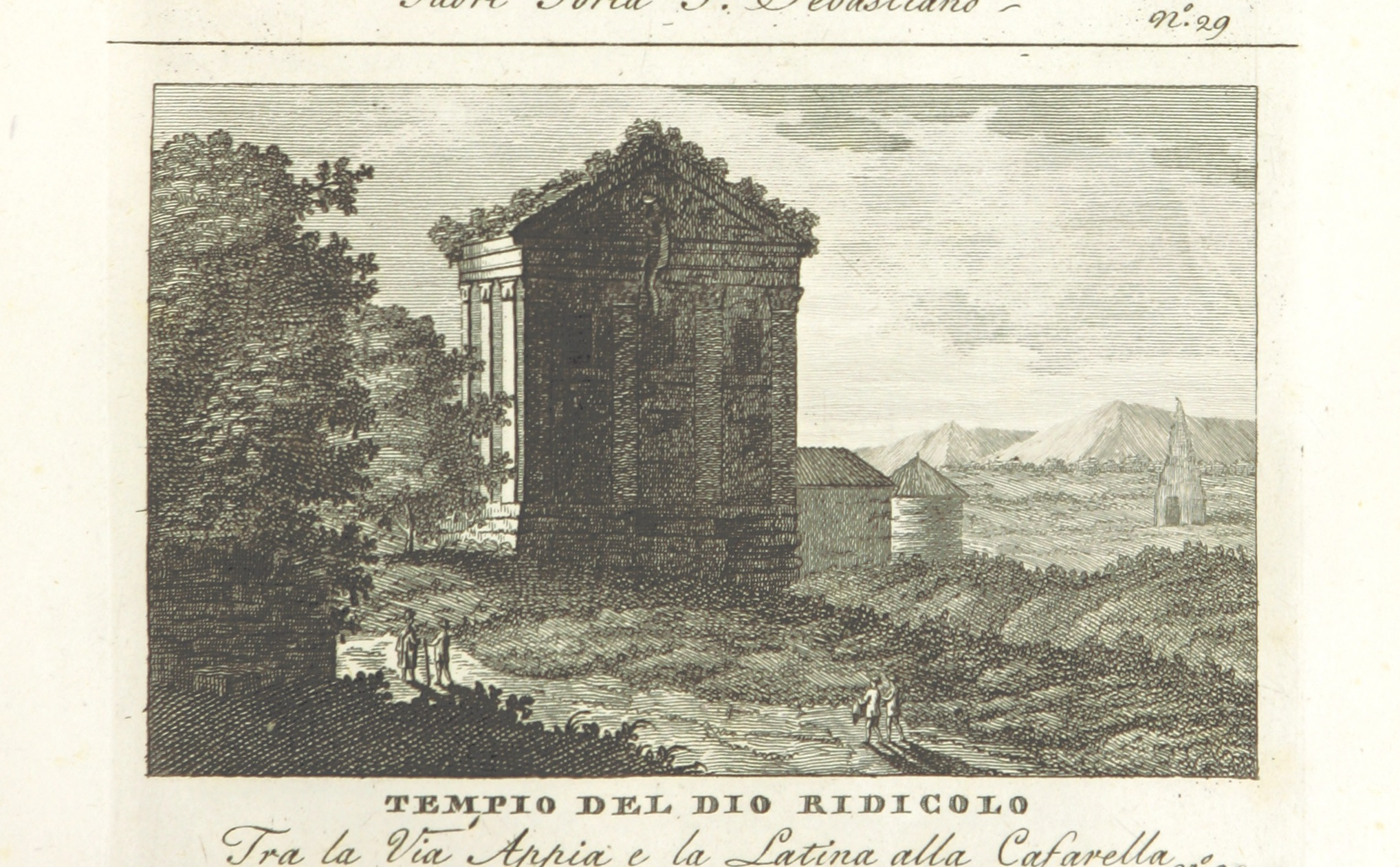
El cenotafio en una publicación de 1820.

El edificio (8,16 x 8,57 metros) está construido como un templete (naiskos) de dos plantas, sobre un alto podio, con tejado a dos aguas sostenido por una bóveda de crucería sobre pilares en cada esquina. Esta tipología se hizo frecuente a partir del siglo I d. C. en mausoleos, con la celda sepulcral sobre un podio alto coronado por un templete próstilo, aunque las columnas del cenotafio de Ania Regila se han perdido.
El exterior está animado por el doble color del ladrillo, amarillo para las paredes y rojo para los elementos arquitectónicos, lesenas, arquitrabe, frontón, etc. Las lesenas tienen capiteles corintios, con las paredes intermedias decoradas con un friso a grecas que corre a media altura, sobre el cual se intercalan ventanucos.
La pared sur es la más ornamentada, quizás porque daba a la calzada que conectaba la vía Apia con la vía Latina, ya que las pilastras se sustituyen por dos semipilares poligonales, empotrados en la pared, con la puerta en el centro de la celda superior, enmarcada por columnas. Rica es la ornamentación del entablamento.
El interior alberga varios nichos, que debían acoger los sepelios de otras tantas personas. El suelo que separaba los dos pisos se ha desmoronado y desaparecido; en el piso de arriba, donde debían tener lugar los ritos fúnebres se abrían ventanas, mientras el inferior no tiene.
Tumbas de estilo parecido se encuentran sobre la vía Latina, en la IV milla de la vía Apia, sobre la vía Nomentana ("Silla del Diablo"), etc.